# ¡Vivan los novios!
¡Vivan los novios! (1970) és una pel·lícula de comèdia negra dirigida per Luis García Berlanga, amb guió de Rafael Azcona i Luis García Berlanga. Es tracta de la primera pel·lícula en color del director valencià. Va ser candidata a la Palma d'Or a la millor pel·lícula al 23è Festival Internacional de Cinema de Canes de 1970. Es va estrenar a Madrid el 20 d'abril de 1970 i es va mantenir en cartell fins al 23 de maig.

## Argument
(Aquest argument conté el final de la pel·lícula)
Leonardo, emprat d'un banc de províncies, viatja a Sitges amb la seva mare per a casar-se amb Loli, propietària d'una botiga de souvenirs, amb qui manté relacions formals des de fa anys. Leonardo és un home reprimit, que té fantasies eròtiques amb dones joves, rosses i estrangeres. En la seva última nit com a solter, decideix sortir a la recerca d'una aventura. La nit no es desenvoluparà com ell s'esperava i, després de la negativa de diverses noies, torna a l'apartament. En tornar a casa es troba el cadàver de la seva mare en una piscina de plàstic. Davant aquest succés, la seva promesa i el seu cunyat decideixen ocultar el cadàver, ja que ella no està disposada a retardar les noces. Després de les noces, han de resoldre el problema de la difunta mare de Leonardo. La seva ja dona, Loli, i el seu cunyat Paco decideixen, sense l'aprovació del protagonista, llançar el cadàver a la mar. No obstant això, un pescador la troba en quedar presa en un arpó. Finalment, i després d'una nit de duel, es procedeix a un majestuós enterrament.

## Repartiment
- José Luis López Vázquez - Leonardo.
- Laly Soldevila - Loli.
- José María Prada - Pepito.
- Manuel Alexandre - Carlos.
- Romy - Monique.
- Jane Fellner - la pintora irlandesa.
- Teresa Gisbert - Doña Trini.
- Xavier Vivé - Mr. Calonge.

## Crítica
La pel·lícula va tenir un mal acolliment per la crítica especialitzada, i va passar pràcticament inadvertida per a la major part del públic. La majoria li retreia un estil molt xaró i groller, una planificació descurada i una història exagerada. No va causar la reacció que s'esperava a uns temes tan conflictius com el mite de la mare, el matrimoni i l'Espanya internacional.
Alguns crítics van assenyalar que Berlanga es recolzava en un neorealisme molt fàcil, a vegades vulgar i que es basava en l'acudit fàcil. Van dir que existia una falta total d'imaginació i rigor. Es va acusar Berlanga de copiar-se a si mateix. Per a molts va ser la pel·lícula més representativa de l'absurd.
Francisco Perales, en el seu llibre, defensa la pel·lícula, assenyalant que «el que ningú va saber descobrir és que Berlanga oferia la visió d'una Espanya que s'esforçava inútilment a ser europea i internacional, moderna i avantguardista, però que, desgraciadament, resultava infantil, arcaica i ridícula.»

## Palmarès cinematogràfic
- Nominada a la Palma d'or a la Millor Pel·lícula al Festival de Cannes de 1970.
- José Luis López Vázquez nominat al Fotogramas de Plata 1970 al Millor intèrpret de cinema espanyol.[4]